# Music Is Magic
Music Is Magic is een musicalfilm uit 1935 onder regie van George Marshall. Het is de laatste Amerikaanse film waarin Bebe Daniels te zien is.

## Verhaal
Diane De Valle is een verouderde toneelactrice, die er alles aan doet er zo jong mogelijk uit te zien. Hoewel haar recente show in Kentucky een grote flop is, gedraagt ze zich egoïstisch en arrogant. Tussen haar optredens door, bereidt ze zich voor op een rol in de film Music Is Magic. Wanneer haar laatste show wordt gestopt omdat het niet genoeg bezoekers lokt, wordt zangeres Peggy Harper, die deel uitmaakte van de tour, een aangeraden een carrière in Hollywood te beginnen. Ze is in eerste instantie niet geïnteresseerd, maar verandert van gedachten als Diane suggereert dat ze er niet genoeg talent voor heeft.
Eenmaal aangekomen, blijkt Peggy niet veel succes te hebben. Ze weet geen contract binnen te slepen en krijgt een baan als wasserette. Een van haar vrienden ontdekt een restaurant waar de belangrijke producent Ben Pomeroy een diner heeft. Hij sleept Peggy mee, die indruk op hem probeert te maken door te zingen. Ze weet echter niet dat Pomeroy op dat moment zocht naar rust en vrije tijd en geen behoefte heeft aan nieuw talent. Ondertussen is Diane ook met haar jongere zus Shirley naar het westen vertrokken om daar haar succes te zoeken. Ze krijgt echter van Pomeroy te horen dat ze is ontslagen van de film Music Is Magic, omdat ze te oud is. Hij biedt haar een rol als volwassen vrouw in dezelfde film, die ze met tegenzin accepteert.
Net op het moment dat Peggy Hollywood voorgoed wil verlaten, kondigen vrienden aan dat ze een filmrol voor haar geregeld hebben. Ondertussen kan Diane nog altijd maar moeilijk accepteren dat ze ouder wordt. Als ze haar zus van een zorgeloze dag op het strand ziet genieten, wordt ze jaloers op haar leven en zoent haar vriend Tony. De volgende dag weigert ze te luisteren naar de aanwijzingen die ze krijgt tijdens de voorbereidingen van de film. Ze krijgt ruzie met een filmmaker en wordt uiteindelijk ontslagen. Peggy, die in eerste instantie als figurante werkte bij de film, wordt aangesteld als haar vervangster.
Diane pikt het echter niet aan de kant te worden gezet en dreigt een rechtszaak tegen de filmmakers aan te spannen. Een vriend van Peggy blijkt echter niet goed overweg te kunnen met Pomeroy, waarna Peggy besluit niet meer mee te werken aan de film. Nadat ze spoorloos is verdwenen, doet Pomeroy er alles aan haar op te sporen om haar alsnog de hoofdrol aan te bieden. Ondertussen confronteert Shirley haar zus met al het leed dat ze haar heeft veroorzaakt en kondigt aan met Tony te verhuizen naar het oosten. Vlak daarna, valt er een lamp op Shirley's hoofd. Diane is ernstig bezorgd en realiseert hoeveel ze van haar zus houdt. Als ze eenmaal bijkomt, vraagt ze om haar vergiffenis. Op dat moment wordt onthuld dat ze werkelijk de moeder van Shirley is. Diane besluit haar contract te verbreken om zich te richten op het moederschap. In de laatste scène is Peggy uitgegroeid tot een grote ster.

## Rolverdeling
| Acteur          | Personage        |
| --------------- | ---------------- |
| Alice Faye      | Peggy Harper     |
| Bebe Daniels    | Diane De Valle   |
| Ray Walker      | Jack Lambert     |
| Rosina Lawrence | Shirley De Valle |
| Hattie McDaniel | Amanda           |

## Filmmuziek
- Honey Chile - Gezongen door Alice Faye.
- Love is Smiling at Me - Gezongen door Alice Faye.
- Music is Magic - Gezongen door Alice Faye.
- La Locumba - Gezongen door Alice Faye.